# Tekla
Tekla – imię żeńskie pochodzenia greckiego. Wywodzi się od słowa oznaczającego „sławiąca Boga” (gr. Θεός „Bóg” i κλέος „sława”).
Tekla imieniny obchodzi: 30 sierpnia, 23 września, 7 października i 15 października.

## Osoby noszące imię Tekla
- św. Tekla – uczennica św. Pawła Apostoła.
- Tekla – cesarzowa bizantyńska.
- Tekla Bądarzewska-Baranowska – polska pianistka i kompozytorka.
- Tekla Ratomska – matka Tadeusza Kościuszki
- Tekla Justyna Chopin – matka Fryderyka Chopina.
- Tekla Juniewicz – polska superstulatka, najstarsza osoba w historii Polski.

## Postacie fikcyjne noszące imię Tekla
- Tekla – pajęczyca z serialu animowanego Pszczółka Maja
- Tekla Wagnerówna – postać z serialu Alternatywy 4
- dr Tekla – postać z filmu fabularnego Seksmisja